# Age of Empires
Age of Empires je série videoher, žánrově realtimových strategií, vydávaných od roku 1997. Hry byly vyvíjeny společností Ensemble Studios a vydány společností Microsoft Game Studios, která je dceřinou společností společnosti Microsoft. Celkem bylo vydáno pět her a množství datadisků. Poněkud zvláštní postavení v sérii má hra Age of Mythology, která je určitou odbočkou, i když z hlediska hraní a zpracování navazuje na Age of Empires II. V celé sérii se celkem prodalo více než 25 milionů kopií her.[zdroj?]

## Hry
| 1997 | Age of Empires                                                        |
| 1998 | Age of Empires: The Rise of Rome                                      |
| 1999 | Age of Empires II: The Age of Kings                                   |
| 2000 | Age of Empires II: The Conquerors                                     |
| 2001 |                                                                       |
| 2002 | Age of Mythology                                                      |
| 2003 | Age of Mythology: The Titans                                          |
| 2004 |                                                                       |
| 2005 | Age of Empires III                                                    |
| 2006 | Age of Empires: The Age of Kings                                      |
| 2006 | Age of Empires III: The WarChiefs                                     |
| 2007 | Age of Empires III: The Asian Dynasties                               |
| 2008 | Age of Empires: Mythologies                                           |
| 2009 |                                                                       |
| 2010 |                                                                       |
| 2011 | Age of Empires Online                                                 |
| 2012 |                                                                       |
| 2013 | Age of Empires II: HD Edition                                         |
| 2013 | Age of Empires II: The Forgotten                                      |
| 2014 | Age of Mythology: Extended Edition                                    |
| 2014 | Age of Empires: Castle Siege                                          |
| 2015 | Age of Empires II: The African Kingdoms                               |
| 2015 | Age of Empires: World Domination                                      |
| 2016 | Age of Mythology: Tale of the Dragon                                  |
| 2016 | Age of Empires II: Rise of the Rajas                                  |
| 2017 |                                                                       |
| 2018 | Age of Empires: Definitive Edition                                    |
| 2019 | Age of Empires II: Definitive Edition                                 |
| 2020 | Age of Empires III: Definitive Edition                                |
| 2021 | Age of Empires II: Definitive Edition – Lords of the West             |
| 2021 | Age of Empires III: Definitive Edition – United States Civilization   |
| 2021 | Age of Empires III: Definitive Edition – The African Royals           |
| 2021 | Age of Empires II: Definitive Edition – Dawn of the Dukes             |
| 2021 | Age of Empires IV                                                     |
| 2021 | Age of Empires III: Definitive Edition – Mexico Civilization          |
| 2022 | Age of Empires II: Definitive Edition – Dynasties of India            |
| 2022 | Age of Empires III: Definitive Edition – Knights of the Mediterranean |
| 2023 | Age of Empires II: Definitive Edition – The Return of Rome            |
| 2023 | Age of Empires II: Definitive Edition – The Mountain Royals           |
| 2023 | Age of Empires IV: The Sultans Ascend                                 |
| 2024 | Age of Empires II: Definitive Edition – Victors and Vanquished        |

Jednotlivé hry série jsou zasazeny v různých historických obdobích. Age of Empires pokrývá události mezi dobou kamennou a antikou v Evropě a Asii. Jeho rozšíření The Rise of Rome sleduje vznik a vzestup Římské říše.

### Hlavní série

#### Age of Empires
Hra Age of Empires (1997) byla první realtimovou strategií, která vycházela z historických faktů při ztvárnění historických událostí, vyobrazení vojenských jednotek a budov jednotlivých civilizací. Dosavadní hry tohoto žánru se odehrávaly ve fantasy světech (např. Warcraft) nebo v prostředí science-fiction, jako např. Dune II nebo Total Annihilation. Historická věrnost byla známá jen u některých tahových strategií, jako např. Colonization. Hra také jako jedna z prvních používala místo pohledu shora izometrické zobrazení.
Hra probíhá od doby kamenné do doby železné. Hráč si může vybrat z dvanácti (a v datadisku The Rise of Rome ještě z dalších čtyř) národů starověku, které se liší vlastnostmi a jednotkami.

#### Age of Empires II
Hra Age of Empires II: The Age of Kings byla vydána v roce 1999 a přinesla některé nové herní prvky, jako např. brány v opevnění a umísťování jednotek do budov. Hra je zasazena do prostředí středověku od jeho temných počátků až do začátků renesance, včetně španělských výbojů v Mexiku. Hráč si může vybrat z třinácti (a v datadisku The Conquerors ještě z dalších pěti) civilizací.
Hra funguje na stejném grafickém enginu jako první hra, ale zobrazení umožňuje vykreslení větších detailů budov a dalších objektů, bohatší jsou i možnosti různých nastavení. Hra byla vydána i pro herní konzole Nintendo DS a PlayStation 2.
Další datadisky, The Forgotten, The African Kingdoms a Rise of the Rajas, vyšly v letech 2013–2015.

#### Age of Empires III
Třetí díl Age of Empires byl vydán v USA 18. října 2005. Odehrává se v průběhu evropské kolonizace Ameriky od prvních objevů Kryštofa Kolumba okolo roku 1500 do počátků průmyslového věku kolem roku 1850. Herní kampaň sleduje osudy tří generací fiktivní rodiny Blacků na podkladě skutečných historických událostí. Hra obsahuje osm evropských národů a dvanáct nehratelných národů původních obyvatel, s nimž lze navázat spojenectví. Jako první hra série používá trojrozměrný grafický engine a simulaci fyzikálních vlastností prostředí Havok. Datadisk Age of Empires III: The WarChiefs byl vydán 17. října 2006 a obsahuje tři hratelné národy původních obyvatel. Datadisk The Asian Dynasties nebyl vyvíjen Ensemble Studios, ale Big Huge Games a přináší do hry 3 nové kampaně za národy jako jsou Japonsko, Čína a Indie.

#### Age of Empires IV
V roce 2017 byl oznámen vývoj čtvrtého dílu série, který měla na starost společnost Relic Entertainment. Nakonec byla tato série oficiálně vydána 28. října 2021.
Hra se odehrává v období raného středověku až vrcholného středověku a nabízí celkem 10 dostupných civilizací: Angličané, Číňané, Mongolové, Dillíský sultanát, Francouzi, dynastie Abbásovců, Svatá říše římská, Rusové, Osmané a Malijci.

### Spin-offy

#### Age of Mythology
Hra byla vydána v roce 2002 a formálně je určitou odbočkou v celé herní sérii. To je jasně deklarováno v názvu následně vydané hry, která byla uvedena jako Age of Empires III. Nicméně i hra Age of Mythology byla vyvinuta a produkována stejnými společnostmi, a má proto s ostatními tituly ze série mnoho společného. Již z jejího názvu vyplývá, že nevychází jen ze striktních historických faktů, ale obsahuje i určité mytologické prvky. Datadisk Age of Mythology: The Titans byl vydán v roce 2003.

#### Age of Empires Online
Hra byla vydána 16. srpna 2011. Ze začátku ji vyvíjel Robot Entertainment, od února 2011 pak Gas Powered Games. Na rozdíl od předchozích tří dílů již autoři opustili snahu o realistický grafický vzhled hry a přešli na komiksový druh grafiky. Nabízela pouze hru po internetu; žánrově tak už nešlo o RTS, ale o MMORTS. Základní hru šlo stáhnout zdarma, za vylepšení se už platilo. V době vydání šlo hrát za Řeky a Egypťany, později byli přidáni Kelti, Peršané, Babyloňané a Seveřané. Hra byla oficiálně ukončena v červenci 2014. Následně se hry chopili fanoušci, kterým se podařilo hru znovu zprovoznit pod názvem Project Celeste. Odstranili ze hry všechny placené služby, přidali možnost hrát offline a začali pro ni vytvářet nový obsah v podobě kampaní a Římanů.

#### Ostatní
- Age of Empires: The Age of Kings (2006)
- Age of Empires: Mythologies (2008)
- Age of Empires: Castle Siege (2014)
- Age of Empires: World Domination (2015)